# Arroyo Reina
El arroyo Reina es un pequeño curso de agua uruguayo, ubicado en el departamento de Salto, perteneciente a la cuenca hidrográfica del río Uruguay.
Nace en la Cuchilla de Belén, y discurre con rumbo sur hasta desembocar en el arroyo Boycua.